# Caproni Ca.100
Die Caproni Ca.100 war ein italienisches Schulflugzeug.

## Geschichte und Entwicklung
Die Caproni Ca.100 war ein Anderthalbdecker und wurde 1929 konstruiert. Sie basierte auf der De Havilland D.H.60 (Moth), wies jedoch eine Reihe von kleinen Änderungen, insbesondere eine vergrößerte untere Tragfläche und vertikale Leitwerksflächen auf. Die Ca.100 wurde ab 1929 in größeren Stückzahlen sowohl für den militärischen als auch für den zivilen Markt produziert.
Im Verlauf ihrer Karriere erhielt die Ca.100 viele verschiedene Motoren mit unterschiedlichen Leistungen wie z. B.:
- Blackburn Cirrus Minor mit 90 PS (63 kW)
- Isotta Fraschini Asso 80 R mit 115 PS (86 kW)
- Colombo S.63 mit 145 PS (108 kW)
- Fiat A.50 mit 85 PS (63 kW)

Ab 1934 entstand ein leichtes Schulflugzeug für den Bombenabwurf, das vier kleine Bomben tragen konnte und mit einem 130 PS (97 kW) leistenden Triebwerk ausgerüstet war.
Von Macchi wurden 30 Stück in der Variante Ca.100 Idro als Wasserflugzeuge mit je zwei Schwimmern hergestellt. Eines dieser Flugzeuge stellte 1931 mit einer erreichten Höhe von 5.018 m einen Höhenrekord für Wasserflugzeuge auf. Weitere Lizenzmaschinen wurden ab 1935 in Peru hergestellt. Die Firma Caproni unterhielt eine Niederlassung in Bulgarien, die dort gebauten Ca.100 hatten die Bezeichnung KN-1.

## Militärische Nutzer
- Bulgarien
- Königreich Italien
- Österreich (Bundesheer)
- Peru

## Technische Daten

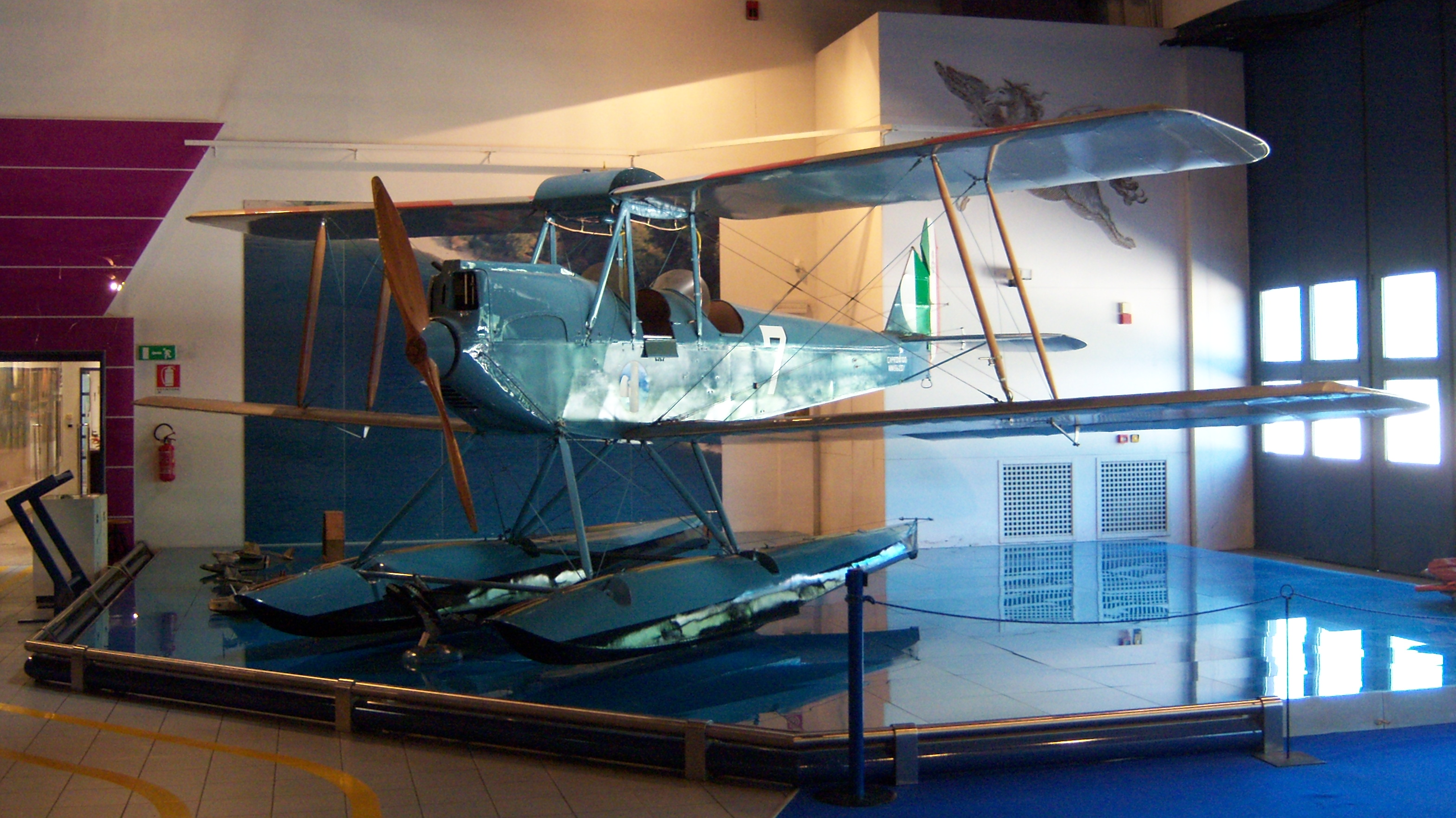
Ca.100 Idro im Museo dell’aeronautica Gianni Caproni

| Kenngröße             | Daten                                         |
| --------------------- | --------------------------------------------- |
| Länge                 | 7,30 m                                        |
| Spannweite            | unten 10,00 m, oben 8,35 m                    |
| Höhe                  | 2,75 m                                        |
| Flügelfläche          | 24,4 m²                                       |
| Leermasse             | 400 kg                                        |
| maximale Startmasse   | 680 kg                                        |
| Antrieb               | 1 × 4-Zylinder-Reihenmotor de Havilland Gipsy |
| Leistung              | 85 PS (63 kW)                                 |
| Höchstgeschwindigkeit | 165 km/h                                      |
| Reisegeschwindigkeit  | 140 km/h                                      |
| Dienstgipfelhöhe      | 4000 m                                        |
| Steigzeit auf 6000 m  | 5,26 min                                      |
| Reichweite            | 700 km                                        |
| Besatzung             | 1+1                                           |

## Erhaltene Flugzeuge
Ein Flugzeug befindet sich im italienischen Luftfahrtmuseum Vigna di Valle, ein anderes im Luftfahrtmuseum Gianni Caproni in Trient.